# Смегма

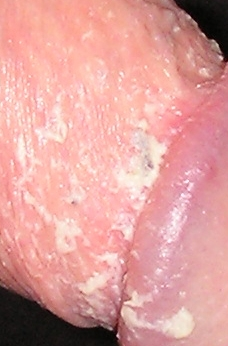
Смегма на пенісі.

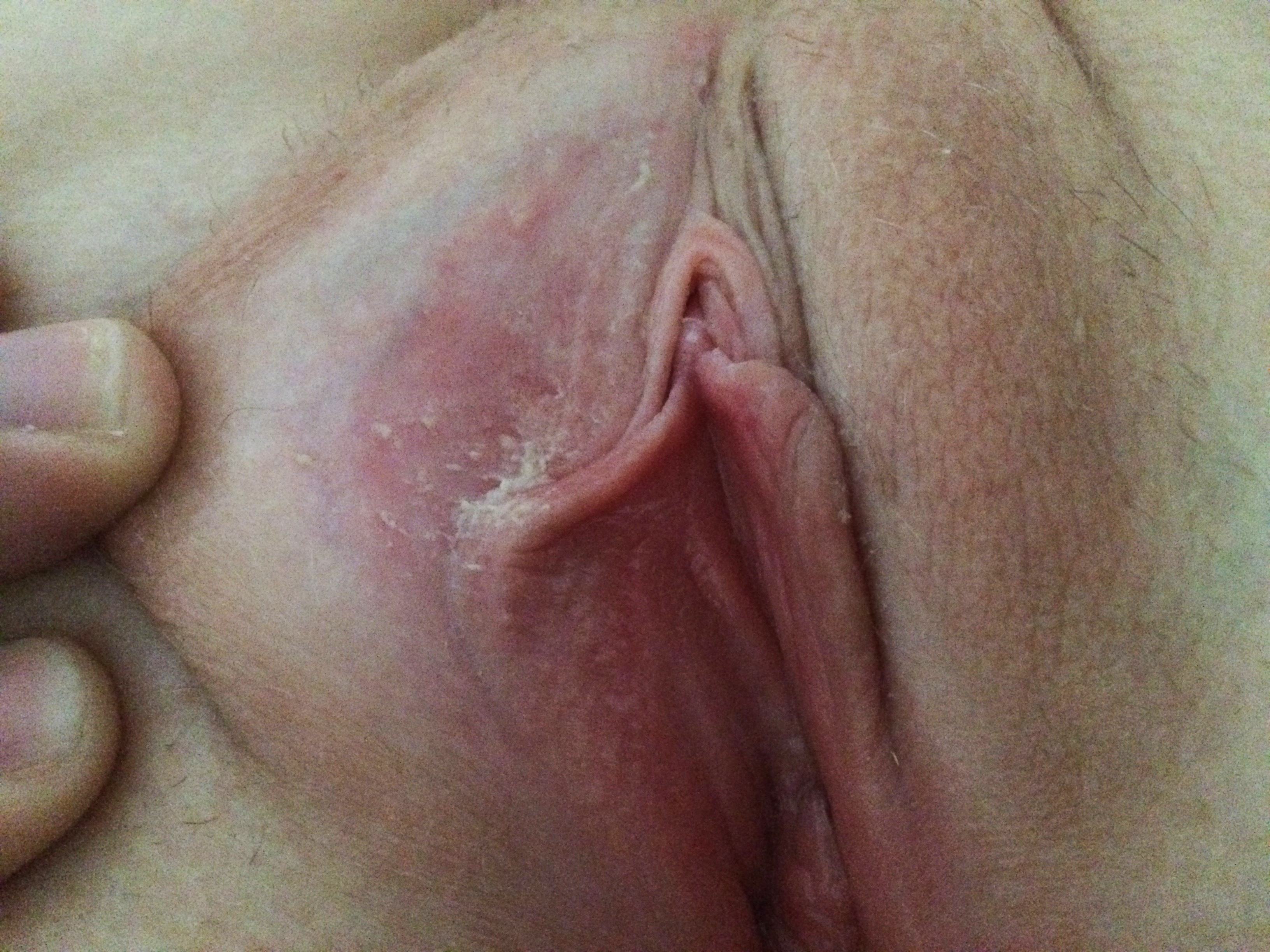
Смегма між статевими губами (вульву не мили приблизно 24 години)

Сме́гма (лат. smegma < грец. σμήγμα — «шкірне сало») — суміш секрету сальних залоз крайньої плоті та каптура клітора, відмерлої епітеліальної тканини і вологи, яка при недостатній гігієні статевих органів у необрізаних чоловіків накопичується в мішку крайньої плоті, а у жінок — навколо голівки клітора та у складках малих статевих губ.
Смегма має білуватий колір і гострий неприємний запах. Утворення смегми є властивим всім ссавцям. Надлишкове скупчення смегми між листками крайньої плоті (смегмаліт), особливо при фімозі, може сприяти розмноженню мікроорганізмів і розвитку запалення в області голівки статевого члена крайньої плоті. У зв'язку з цим слід дотримуватися правил особистої гігієни.